# 471 km
471 km (ros. 471 км) – przystanek kolejowy w pobliżu miejscowości Boduny, w rejonie krasninskim, w obwodzie smoleńskim, w Rosji. Leży na linii Moskwa - Mińsk - Brześć.